# Ferdinand Herzog
Ferdinand Herzog (* 12. Jänner 1761 in Graz; † 12. Jänner 1834 in Stainz) war ein österreichischer Benediktiner, der von 1811 bis 1820 Abt der Abtei St. Lambrecht war.

## Leben
Ferdinand Herzog wurde am 12. Jänner 1761 als Sohn eines Büchsenschäfters in Graz geboren und trat als 19-Jähriger in das Stift St. Lambrecht ein. Nachdem er hier am 5. August 1781 die zeitlich Profess abgelegt hatte, folgte im Jahre 1785 die feierliche Profess, sowie am 8. September 1785 die Primiz. Nur wenige Monate später wurde am 4. Jänner 1786 das Stift im Zuge der 1782 begonnenen josephinischen Kirchenreform durch ein kaiserliches Dekret aufgehoben. Herzog verbrachte seine Zeit daraufhin unter anderem von 1788 bis 1790 als Kurat in Sankt Anna am Lavantegg und war danach Pfarrer in Lind bei Spielberg. Zwischenzeitlich wurde im Jahre 1802 die Abtei wiederhergestellt und Joachim Röck zum neuen Abt gewählt. Nach dem Tod von Abt Joachim wurde Herzog nach vierzehnmonatigem Interregnum am 4. Oktober 1811 zum Abt von St. Lambrecht gewählt und am 14. Oktober 1811 als solcher benediziert. Von seinem Vorgänger, der während seiner Amtszeit versucht hatte, enteignete Klostergüter zurückzuerlangen und die monastischen Ordnung, wie sie vor der Aufhebung gegolten hatte, wiederherzustellen, übernahm Abt Ferdinand einen beachtlichen Schuldenberg, der sich auf etwa 300.000 Gulden belaufen haben soll.
Abt Ferdinand – in zeitgenössischer Literatur als Hofmann bezeichnet – soll sie Vermögensverhältnisse der Abtei jedoch noch mehr zerrüttet haben, sodass nach seinem freiwilligen Rücktritt gar kein neuer Abt gewählt wurde, sondern die Abtei von den Administratoren Rupert Schmidmayer (1820–1832) und Kilian Drocker (1833–1835) geleitet wurde und erst nach dem Tod Abt Ferdinands im Jahre 1834 für das darauffolgende Jahr ein neuer Abt seine Pflichten aufnahm. Da er vor allem den wirtschaftlichen Problemen der Abtei von Beginn seiner Amtszeit an nicht gewachsen war, ersuchte er bereits im Jahre 1812 vergeblich Kaiser Franz I. um die erneute Aufhebung des Klosters. Nachdem der Kaiser abgelehnt hatte, reichte Herzog im Jahre 1814 seine Resignation ein, die jedoch ebenfalls nicht angenommen wurde. Erst eine staatliche Kommission, die im Jahre 1817 die Verhältnisse untersuchte, brachten Abt Ferdinand, der dem Stift zu dieser Zeit ohnehin bereits oft fernblieb, am 18. Juli 1817 seine Wirtschaftsverwaltung niederzulegen. Im Jänner 1820 legte er zudem die geistliche Leitung des Stifts nieder, woraufhin der bereits erwähnte Rupert Schmidmayer als Administrator die Agenden des Stifts übernahm.
Ferdinand Herzog zog danach in seine Geburtsstadt Graz und später nach Stainz, wo er an seinem 73. Geburtstag starb und in weiterer Folge auch beerdigt wurde.